# Mettelhorn
Das Mettelhorn ist ein 3406 m ü. M. hoher Gipfel unterhalb des Zinalrothorns in der Nähe von Zermatt in den Walliser Alpen.
Durch seine zentrale Lage im Mattertal, steil oberhalb von Zermatt (im Südosten gelegen) und von Täsch (im Nordosten) ist das Mettelhorn ein beliebter Aussichtsberg mit Panorama auf die Berge um den Zermatter Talkessel: Matterhorn, Breithorn, Monte-Rosa-Gruppe, Mischabelgruppe, Weisshorn, Zinalrothorn, Ober Gabelhorn etc.
Der Normalaufstieg (anspruchsvolle Bergwanderung) führt von Zermatt (1608 m ü. M.), durch das Trift-Tal über den Furggji-Pass (3166 m ü. M.) und ein oberes Firnfeld des Hohlichtgletschers (Spalten) von Südwesten zum Gipfel.

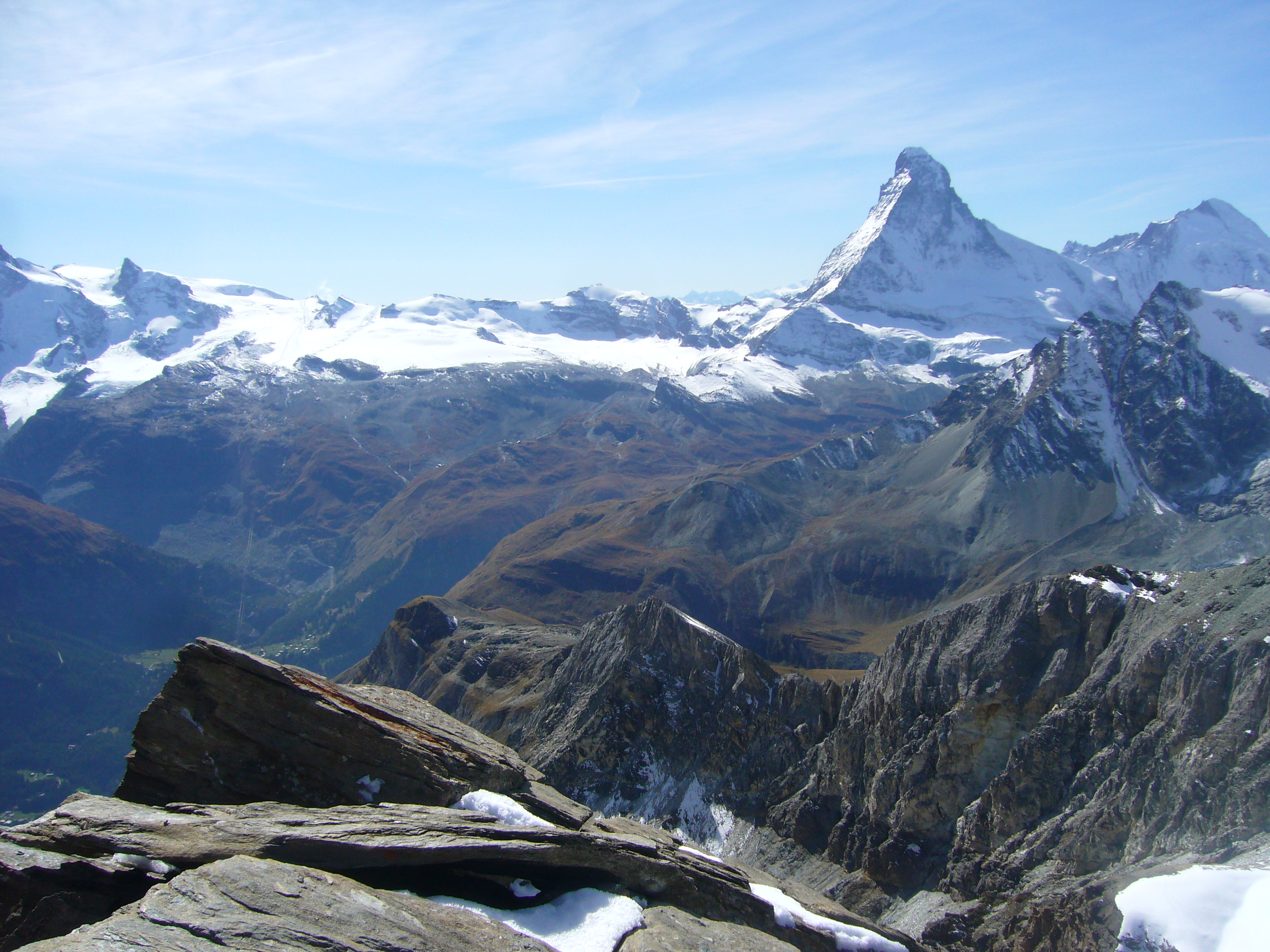
Blick auf das Matterhorn vom Gipfel des Mettelhorns
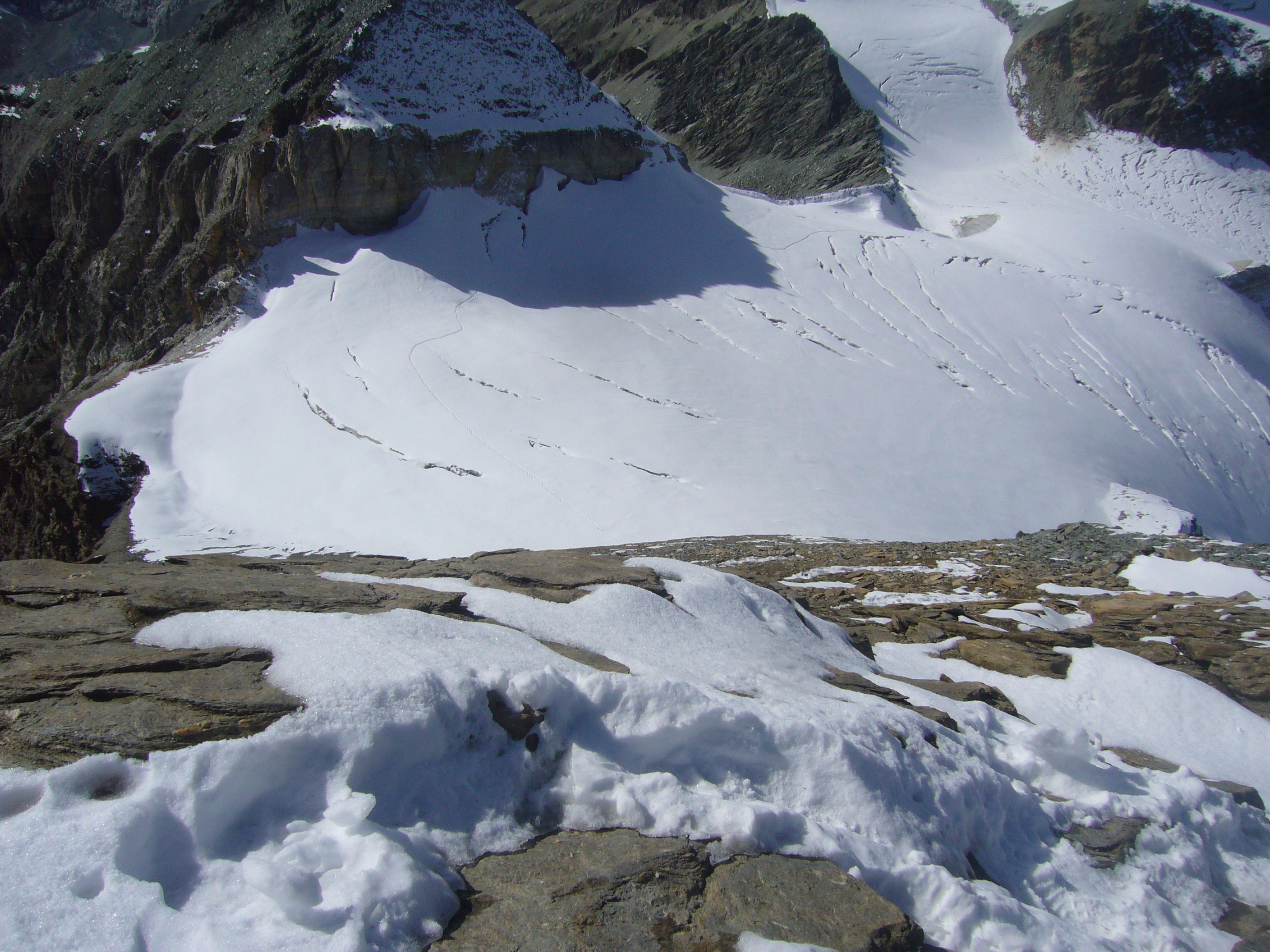
Der Weg aufs Mettelhorn